# Tribu Fabia
Ne pas confondre avec la gens Fabia, gens romaine éponyme.

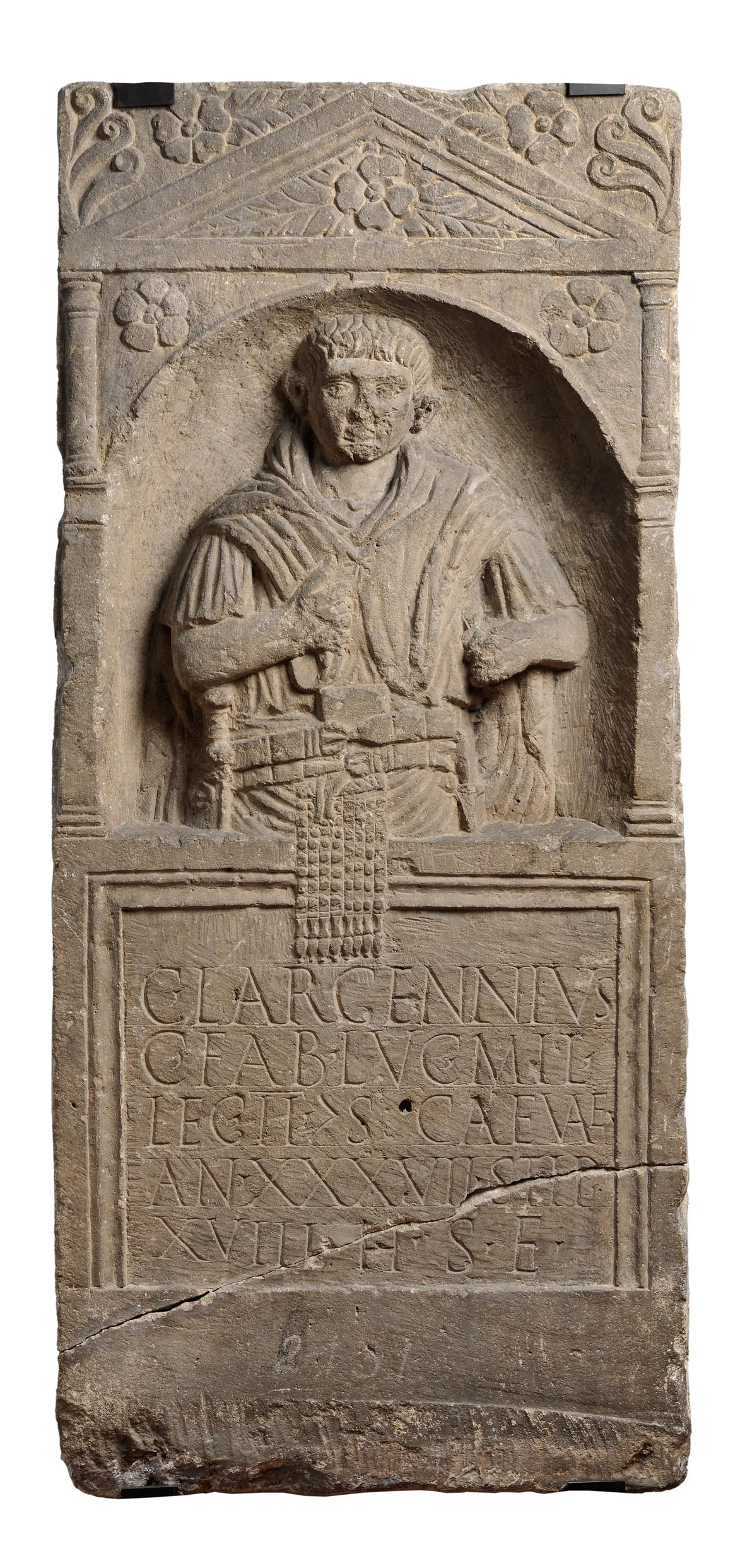
Stèle du légionnaire Caius Largennius, de la tribu Fabia. I. Strasbourg, Palais Rohan, Musée archéologique.

La tribu Fabia est l'une des trente-et-une tribus rustiques de la Rome antique. L'abréviation par laquelle elle est désignée dans les inscriptions romaines est fab.

## Les origines de la tribu
Elle fait partie des dix tribus qui tirent leur nom d'une des gentes romaines : ici, la gens Fabia.
Son territoire d'origine était sans aucun doute situé sur la rive droite du Tibre, au nord de Rome et au sud du Crémère, non loin de Véies. Ce territoire était certainement romain depuis au moins les premières années de la République.
C'est sur ce même territoire où se concentrent les intérêts fonciers de la gens Fabia que se situent les événements que rapporte la tradition et qui aboutissent en 477 av. J.-C. au désastre du Crémère (clades Cremerensis) : les Fabii, très influents à cette époque dans la politique romaine, proposent au Sénat de prendre en charge eux-mêmes, avec leurs clients et à leurs propres frais, la lutte contre la cité étrusque de Véies, alors très menaçante pour Rome. Quelle que soit la motivation des Fabii, élan patriotique ou désir d'accroître leur prestige dans la population romaine, on ne peut exclure le souhait de renforcer leur implantation dans ce secteur et d'enlever à Véies des terres contiguës des leurs. Dans un premier temps, les Fabii remportent des succès ; enhardis, ils s'aventurent plus loin en territoire étrusque et prennent  davantage de risques. Les Véiens leur tendent une embuscade ; cernés, les 306 patriciens de la gens Fabia présents au combat sont tués. La famille est décimée ; seuls survivent les membres de la gens restés à Rome, notamment en raison de leur âge, comme le futur consul de 467 Quintus Fabius Vibulanus.

## Rattachements ultérieurs à la tribu Fabia
La plus célèbre appartenance à la tribu Fabia est celle de la gens Iulia, famille de Jules César et des empereurs Julio-Claudiens. L'analyse de documents épigraphiques montre que la plupart des soldats et officiers subalternes se déclarant originaires de la ville de Rome sont presque systématiquement inscrits dans la tribu Fabia. Theodor Mommsen explique cela par l'incorporation d'affranchis dans les vigiles urbains sous les Julio-Claudiens : la citoyenneté romaine leur est accordée, incluant l'affectation  de la tribu d'appartenance de l'empereur. Cette explication est partielle car elle ne s'applique pas pour les autres soldats des unités romaines, qui pouvaient être citoyens avant leur incorporation. Catherine Virlouvet propose que, lors de son incorporation, l'administration change la tribu d'origine de l'individu, une tribu urbaine peu considérée puisqu'il est originaire de la ville même de Rome, pour la tribu Fabia, tribu rustique et tribu de l'empereur, donc plus prestigieuse. Les empereurs auraient par cette promotion rendu attractif le recrutement de simples soldats et officiers subalternes dans les corps de vigiles, les cohortes urbaines et les prétoriens.